# 白点兰
白点兰（学名：Thrixspermum centipeda）为兰科白点兰属下的一个种。